# Neacomys elieceri
Neacomys elieceri — вид мишоподібних гризунів родини хом'якових (Cricetidae). Описаний у 2021 році.

## Поширення
Ендемік Бразилії. Поширений на півдні штату Пара між річками Тапажос і Мадейра.